# Schoenionta merangensis
Schoenionta merangensis là một loài bọ cánh cứng trong họ Cerambycidae.